# Gulnäbbad lorikit
Gulnäbbad lorikit (Neopsittacus musschenbroekii) är en fågel i familjen östpapegojor inom ordningen papegojfåglar.

## Utbredning och systematik
Gulnäbbad lorikit behandlas antingen som monotypisk eller delas in i två underarter med följande utbredning:
- N. m. musschenbroekii – förekommer i berg på Fågelhuvudhalvön (västra Nya Guinea)
- N. m. major – förekommer från Sudirmanbergen till Huonhalvön och Owen Stanley-bergen

## Status och hot
Arten har ett stort utbredningsområde och tros öka i antal. Internationella naturvårdsunionen IUCN listar den därför som livskraftig (LC).